# Jordi Ramón Ferragut
Jordi Ramón Ferragut (ur. 9 lipca 1999 w Sóller) – hiszpański siatkarz, reprezentant Hiszpanii, grający na pozycji przyjmującego.
Jego ojciec Alfonso jest trenerem siatkówki. Również jego dwie starsze siostry Margalida i Magdalena są siatkarkami.

## Sukcesy klubowe
Superpuchar Hiszpanii:
- 2019[10], 2020[11]

Puchar Króla Hiszpanii:
- 2020[12]

Liga hiszpańska:
- 2021

## Sukcesy reprezentacyjne
Igrzyska Śródziemnomorskie:
- 2022[13]

## Nagrody indywidualne
- 2020: MVP Superpucharu Hiszpanii[14]